# Museo prefetturale di Okinawa
Il museo prefetturale di Okinawa (沖縄県立博物館・美術館?, Okinawa Kenritsu Hakubutsukan Bijutsukan) è un museo situato a Naha, il capoluogo della prefettura di Okinawa, nel sud del Giappone. Sito nel quartiere Omoro-machi, è stato inaugurato nel novembre del 2007 e si divide a sua volta in due musei, uno d'arte e uno di storia e storia naturale, tutti incentrati specificamente sull'isola di Okinawa. 
L'edificio, costruito in gran parte con calcare locale, è stato progettato a mo' di gusuku, i tipici castelli di Okinawa. La sua superficie è di circa 24.000 metri quadrati e possiede quattro piani e un seminterrato. Il museo d'arte e il museo di storia e storia naturale si trovano ai lati opposti di una sala comune e i visitatori possono acquistare un biglietto d'ingresso per ciascuno di essi o per entrambi per mezzo di un biglietto combinato.

## Storia

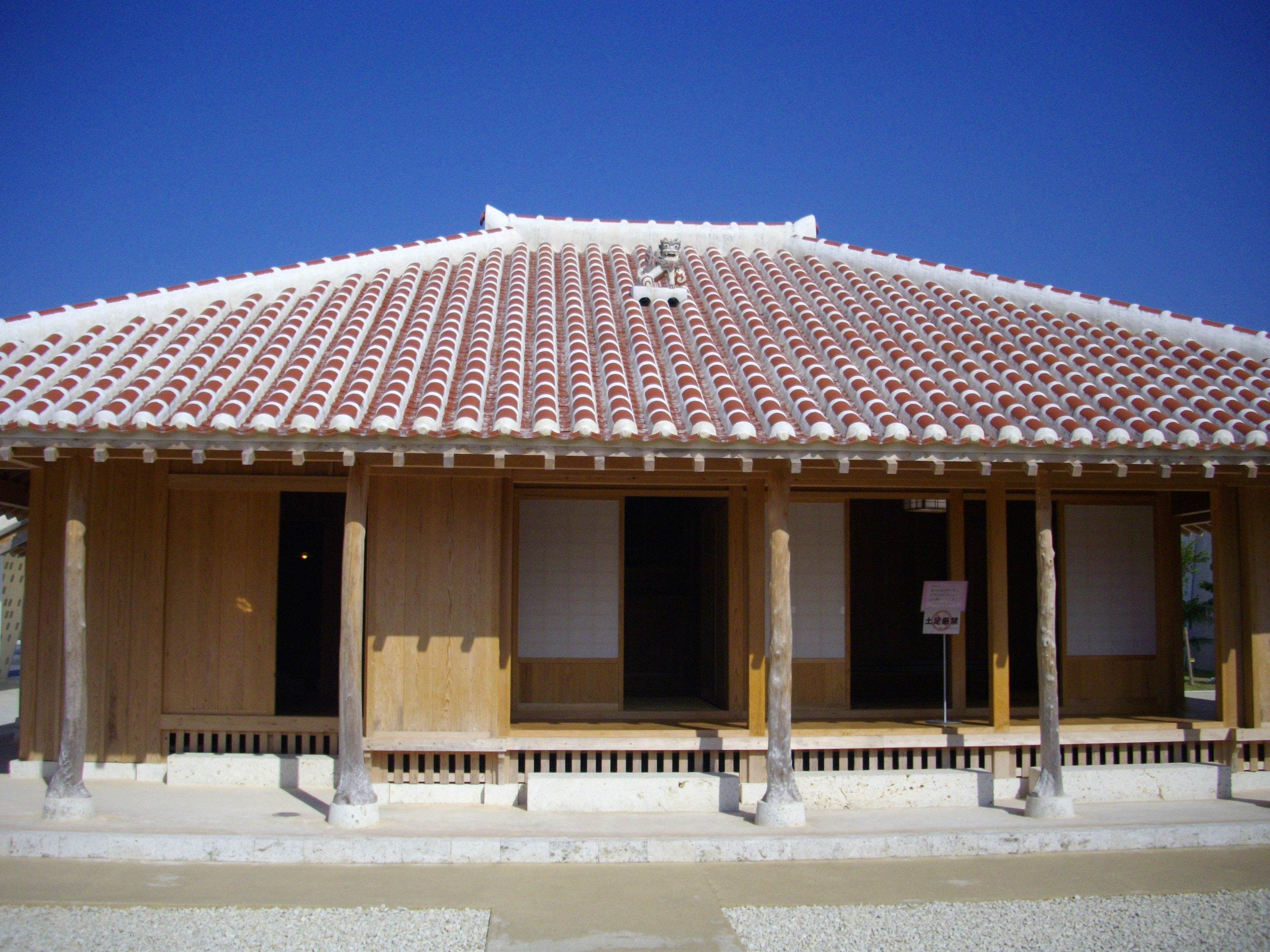
Riproduzione di una casa tradizionale di Okinawa eretta di fronte al museo. Le tegole in ceramica rossa e gli shīsā sono peculiarità dell'architettura tradizionale dell'isola.

Il museo venne originariamente istituito nel maggio 1972, dopo la fine dell'occupazione statunitense di Okinawa, nell'ambito della rinomina e della riorganizzazione del museo governativo Ryukyu (琉球 政府 立 博物館) fondato nel 1946. Inizialmente si trovava nel quartiere di Shuri, vicino all'omonimo castello, indi nel 2007 venne trasferito nel sito odierno. Nella vecchia sede il museo era incentrato sulla storia di Okinawa, sulla storia naturale, sulla vita popolare e su altri argomenti correlati. Nella nuova sede venne poi incluso il museo d'arte, il primo museo d'arte prefetturale dell'isola.

## Descrizione
I giardini di fronte al museo ospitano due edifici che rievocano lo stile tradizionale dell'architettura di Okinawa, ossia un magazzino dotato di un tetto di paglia e una casa in stile tradizionale con tetto di tegole. Vi sono poi a una serie di statue shīsā e altri oggetti in ceramica. Un altro giardino situato dietro al museo ospita delle opere di arte contemporanea e confluisce nel grande parco pubblico di Shintoshin. 
La sezione di storia naturale del museo si raggiunge attraverso una passerella con pavimento in vetro progettata per dare l'idea di camminare sul corallo per avvicinarsi ad un'isola. Un grande schermo mostra alcuni cortometraggi sulle origini geologiche delle isole Ryūkyū, mentre diverse sale presentano una varietà di aspetti dell'ambiente naturale delle isole, tra cui numerosi esemplari della flora e della fauna locale, una discussione sui pericoli che affrontano le barriere coralline e le specie in pericolo, e l'uomo di Minatogawa, il più antico esemplare di Homo sapiens attestatosi nell'Asia orientale.
La sezione storica è organizzata attorno a una grande mappa dell'arcipelago Ryūkyū proiettata sul pavimento e collegata a una serie di terminali informatici che consentono ai visitatori di esplorare aspetti delle singole isole, fotografie satellitari di siti noti, flora e fauna autoctone e cultura locale. Le varie sale della sezione storica del museo coprono l'intera storia dell'arcipelago, dalla cultura del primo periodo Jōmon fino all'occupazione statunitense. Gli argomenti storici vengono illustrati con manufatti, oggetti d'arte e riproduzioni successive. 
La sezione del museo d'arte comprende spazi per mostre temporanee speciali insieme a gallerie che espongono oggetti della collezione del museo. Le mostre si concentrano su opere d'arte moderna e contemporanea di artisti della città o in qualche modo legati a essa, nonché una serie di altre opere di artisti giapponesi, asiatici e statunitensi. Le mostre permanenti variano da tre a quattro volte l'anno. 
Il museo possiede anche un auditorium, una biblioteca e una "sala da esperienza diretta" (ふれあい体験室?, fureai taiken shitsu) dove i visitatori possono esplorare gli aspetti della vita pratica di Okinawa, come abiti tradizionali, strumenti musicali e diversi puzzle e giochi.
Vengono frequentemente organizzati spettacoli dal vivo, conferenze e proiezioni di film.